# 남아프리카 공산당
남아프리카 공산당(영어: South African Communist Party;SACP)은 1921년에 설립된 남아프리카 공화국의 공산주의 정당이다. 1950년 불법화되자 지하조직으로 재출범하여 반-아파르트헤이트 운동을 전개했다. 1990년 민주화 이후 아프리카 민족회의, 남아프리카 노동조합 총회와 함께 정당연합인 삼자동맹를 구성하여 연립 집권여당으로서 정부 정책에 영향을 미쳐 왔다.